# 1942: A Love Story
1942: A Love Story to bollywoodzki dramat miłosny i film akcji zrealizowany w 1993 roku przez Vidhu Vinod Chopra, autora takich filmów jak Misja w Kaszmirze, czy Eklavya: The Royal Guard. W rolach głównych Anil Kapoor i Manisha Koirala', w drugoplanowych Jackie Shroff, Anupam Kher, Danny Denzongpa i Pran. Film był hitem jako musical. Premiera jego odbyła się już po śmierci nagrodzonego potem kompozytora weterana Bollywoodu Rahul Dev Burman (Sholay). To historia miłosna. Jej tłem jest rok 1942, w którym Gandhi hasłem "Quit India!" ("Opuśćcie Indie") wezwał Anglików do odejścia z kraju po 200-letniej okupacji. Syn służącego Anglikom Indusa zakochuje się w córce bojownika o wolność kraju.

## Fabuła
Akcja filmu toczy się w lecie 1942. Tłumy krzyczące za Gandhim do Anglików "Quit India!" ("Opuśćcie Indie!"). Bojownicy przed powieszeniem wołają "Zwycięstwo albo śmierć!". Raghubir Pathak (Anupam Kher) planuje zamach na szczególnie okrutnym generale angielskim. Przyjeżdża do  Kasduni u stóp Himalajów, aby przygotować tu bombę i doczekać się Shubhankara (Jackie Shroff). Ten wyszkolony zamachowiec ma zabić generała. Raghuvir przyjeżdża do miasteczka wraz ze swoją córką, dzielącą jego ideały, Rajeshwari (Manisha Koirala). Rajju zakochuje się w Narendrze (Anil Kapoor). Jest on synem służącego Anglikom maharadży. Młodzi uczestniczą w przygotowaniu przedstawienia Romeo i Julia, którym miasteczko ma uczcić przyjazd generała Douglasa. Para postanawia się pobrać. Obojętny dotychczas na los Indii Narendra gotów jest dla Rajju opuścić dom i stać się jednym z bojowników walki o wolność kraju. Uwielbiająca go matka wspiera jego pragnienia, ale ojciec doprowadza do tego, że wojsko otacza dom, w którym ukrywa się Raghavir. Bojownik ginie wysadzając dom w powietrze. Rajju przekonana o zdradzie ukochanego ucieka. Spotyka kochającego ją skrycie Shubhankara. Za wszelką cenę gotów jest on dokonać zamachu na angielskim generale. Narendra daremnie szuka kontaktu z unikającą go Rajju. Film zawiera rzadkie w bollywoodzkich filmach sceny pocałunków.

## Obsada
- Anil Kapoor – Narendra Singh
- Jackie Shroff – Shubhankar – Nagroda Filmfare dla Najlepszego Aktora Drugoplanowego
- Manisha Koirala – Rajeshwari Pathak
- Anupam Kher – Raghuvir Pathak – Nagroda Star Screen dla Najlepszego Aktora Drugoplanowego
- Danny Denzongpa – Major Hisht (jako Danny Dengzongpa)
- Pran – Abidali Baig
- Chandni – Chanda
- Raghuvir Yadav – Munna
- Sushma Seth – Gayatridevi Singh
- Manohar Singh – Diwan Hari Singh
- Brian Glover – Generał Douglas

Trójka odtwórców głównych ról spotkała się 8 lat później na planie Lajja. Anil Kapoor zagrał z Manisha Koirala ponadto w parze w  Calcutta Mail i Mann.  Z Jackie Shroffem zagrali też razem w Yudh, Karma i czterokrotnie braci – w Parinda, Ram Lakhan, Trimurti i Roop Ki Rani Chron Ka Raja.

## Muzyka
Muzykę do filmu skomponował Rahul Dev Burman, nagrodzony za  1942: A Love Story, Masoom, Sanam Teri Kasam. Twórca muzyki m.in. do takich filmów jak  Parinda, Alibaba Aur 40 Chor, Shakti, Deewaar, Caravan, czy Sholay.Teksty piosenek – Javed Akhtar, muzyka – Rahul Dev Burman (Nagroda Filmfare za Najlepszą Muzykę)
- Rooth Na Jaana – Kumar Sanu
- Pyar Huwa Chupke se – Kavita Krishnamurthy – Nagroda Filmfare za Najlepszy Playback kobiecy
- Ek Ladaki Ko Dekha to – Kumar Sanu – Nagroda Filmfare za Najlepszy Playback Męski
- Kuch Na Kaho – Lata Mangeshkar
- Kuch Na Kaho – Kumar Sanu
- Yeh Safar – Shiaji Banerjee
- Rim Zim Rim Zim – [Kumar Sanu & Kavita Krishnamurthy]
- Love Theame – instrumentalny utwór